# Thrinacophora murrayi
Thrinacophora murrayi är en svampdjursart som beskrevs av Arnesen 1932. Thrinacophora murrayi ingår i släktet Thrinacophora och familjen Raspailiidae.
Artens utbredningsområde är havet utanför Marocko. Inga underarter finns listade i Catalogue of Life.